# Złap, zakapuj, zabłyśnij
Złap, zakapuj, zabłyśnij (ang. Observe and Report) – amerykańska komedia z 2009 roku w reżyserii Jody’ego Hilla.

## Fabuła
Pracujący w centrum handlowym Ronnie Barnhardt (Seth Rogen) chciałby być policjantem. Pewnego dnia klienci zostają sterroryzowani przez ekshibicjonistę. Dla Ronniego jest to okazja, by się wykazać. Jego plany może jednak pokrzyżować detektyw Harrison (Ray Liotta). Ochroniarz musi schwytać napastnika przed policją.

## Obsada
- Seth Rogen jako Ronnie Barnhardt
- Ray Liotta jako detektyw Harrison
- Michael Pena jako Dennis
- Collette Wolfe jako Nell
- Anna Faris jako Brandi
- Dan Bakkedahl jako Mark
- Jesse Plemons jako Charles
- John Yuan jako John Yuen
- Matthew Yuan jako Matt Yuen